# 爆破弁
爆破弁（ばくはべん、英:  pyrotechnic valve,  explosive actuated valve, short pyro valve or pyrovalve）は、火薬を用いて瞬間的に開閉を行うバルブである。
基本的に一度しか使用できない。
爆発弁、爆発作動式スクイブ弁あるいは爆薬付勢弁などとも呼ばれる。
原子炉の非常弁やロケットの配管など、一度きりの高い信頼性を要求される分野で用いられる。
爆破弁には開放用（常時閉）、閉鎖用（常時開）のどちらも存在する。

## 仕組み
爆破弁の内部動作
- 常時開の爆破弁の作動前
- 常時開の爆破弁の作動後。ピストンが流れをせき止めている。
- 常時閉の爆破弁の作動前。ピストンが流れをせき止めている。
- 常時閉の爆破弁の作動後。ピストンが下がりピストンの穴を通じて流れるようになった。

弁は電気信号によって作動し、その上に1つまたは複数の小さな火薬が点火される。火薬により高圧ガスが生じ、ピストンが押し出される。
常時閉（NC）バルブでは穴あきピストンが押し出され配管と穴の位置が揃うことで流体が流れるようになる。
常時開（NO）バルブでは尖ったピストンが配管を破壊したあと流路を塞ぎ流れをせき止める。
現代の爆破弁は、バルブの信頼性を最大限に高めるために、2つの冗長な火薬を備えている。

## 長所
- 応答速度が非常に早い :多くの場合数ミリ秒程度[1]
- 漏れ率が遥かに低い:タンク内の推進剤を密閉し、起動前に宇宙空間に蒸発するのを防ぐ。 [2]これは、目的地に到達するまでに何年も何十年も宇宙を惰性航行する宇宙船に特に有効である。

## 短所
- 一度しか使えない : 常時開バルブと常時閉バルブをペアで配置し、必要に応じてシールを破り、その後再びシールを閉めることで何回かは使用できる。このタイプのシステムはパイロラダー（英:pyro ladder）と呼ばれている。[3]
- 爆破弁は保安上、定期的に爆破テストが義務とされている消耗品なので、火薬を含んでいる爆破弁を安全に保管しておく手間がかかるという難点がある。

## 使用例
爆破弁を非常用炉心冷却装置（ECCS）に用いた設計の例を挙げる。冷却水プールと原子炉の間の配管に爆破弁を入れて密閉しておく。万一冷却材喪失事故（LOCA）が発生し、原子炉の水位が一定以下になったことを水位計によって検知すると、制御装置は自動的に信号を送って爆破弁を爆破する。すると、冷却水プールに溜まっていた冷却水が、開放状態になったその爆破弁を通って重力により炉心に注がれるので、原子炉を溢水状態に戻すことができる。
また、原子炉で制御棒での核反応の制御が不能になったとき臨界を防ぐための、原子炉へのホウ酸水注入経路に用いられることもある。
逆に原子炉内からTIP(Traversing In-core Probe)と呼ばれる核計装装置を取り出せなくなった時ケーブルを切断して強制的に閉止する閉じるタイプの爆破弁も活用されている。
ロケットの配管に用いられることがある。例としてアポロ宇宙船の月降下ロケットのガス圧送式サイクルを始動させるための液体ヘリウムバルブがある。ロケット自体1度きりの使い捨てのため一般的なバルブのような繰り返しの使用は求められず高い信頼性と低圧力損失が求められる。
マーズ・ローバーのパーサヴィアランスでは7か月間の航行の後8つの爆破弁が降下時の制御に使われた。

## 誤解
福島第一原子力発電所事故において1号機建屋が水素爆発で吹き飛んだ際、当時東京工業大学教授だった有冨正憲や東京大学教授の関村直人ら専門家はテレビで爆破弁の使用との見方を示したが、爆破弁は内部のピストンを押し出すだけであり当然建屋を吹き飛ばすほどの力は無く誤った説明である。

## 区別すべき他の概念
スクイブ弁には、この爆破弁タイプのほかに破裂起動スクイブ弁というタイプもある。
安全弁（safety valve）または逃がし弁（rerief valve）は、圧力の過大な増加や減少が生じたときに爆発や故障を避けるために閉止から開放に変えて圧力を逃がす弁のことをいう。
破裂板、破裂板式安全装置(JIS B8226)またはラプチャーディスク（rupture disk）は、圧力容器、配管系、ダクトなどの密閉された装置が過剰圧力又は負圧によって破損することを防止するために設ける、破裂板、ホルダー、バキュームサポートなどで構成された安全装置。
破裂ディスク（burst disk または bursting disk）は、安全弁に使われることがある部品である。
ベント弁（vent valve）は、容器あるいは配管の圧力が高くなりすぎたときに爆発を防ぐために、閉止から開放に変えて内部の気体を外に排気（ベント; vent）する目的で設置される弁である。目的を表す言葉であって、それがどういう起動方法を取るかを表した言葉ではない。原子炉のベントには、直接排気するドライベントと、圧力抑制プールなどで水を通過させることで放射性物質を吸収させてから排気するウェットベントがある。
上記の複数概念に該当する弁はありうる。
東京電力福島第一原子力発電所のベント弁はラプチャーディスクを有しているという。共同通信記事は次のように記述している。ベントは、格納容器から外に出る配管に設置された二つの弁を開け、外側にある薄いステンレス製の「ラプチャーディスク」が内部の圧力で破れるようにし、蒸気を放出する仕組み。
原子炉建屋やタービン建屋の壁に施されているブローアウトパネルとは、弁ではないが安全弁に似た目的のもので、破裂板式安全装置、あるいは単に破裂板という。建屋内の圧力の過大な増加や減少が生じたときに爆発を避けるために開いて圧力を逃がす板である（詳しくは ブローアウトパネル を参照）。

## 類似品
同じく火薬で配管を一部開口し新たな流路を作り出す製品にマジックジョイントがある。マジックジョイントは開閉ではなく分岐を作り出すために用いられる。